# Carlos Espinosa Domínguez
Carlos Espinosa Domínguez (Guisa; 1950 - Aranjuez, 6 de julio de 2024) fue un escritor, crítico e investigador cubano residente en España.

## Biografía
Especialista en teatro, ha publicado numerosos estudios sobre el tema. También ha realizado diversas antologías sobre poesía, teatro, cuento y otras temáticas. 
Se graduó en Licenciatura en Teatrología y Dramaturgia en el Instituto Superior de Arte de La Habana. Mientras vivió en Cuba trabajó en el Grupo Teatro Estudio y en el Departamento de Teatro Latinoamericano de la Casa de las Américas. Abandonó la isla en 1986 para residir en España, cuya ciudadanía adquirió en 1990. Allí trabajó en el Centro de Documentación Teatral del Ministerio de Cultura y en el programa cultural El Mirador, de Televisión Española.
En 1998 se mudó a Estados Unidos, donde adquirió su título como Doctor en Español en la Florida International University. Trabajó como profesor en la Mississippi State University. En la última etapa de su vida residió en Aranjuez, donde falleció en julio de 2024.

## Obras publicadas
- 2024: Así siempre los tiranos. La caída de la dictadura de Gerardo Machado. (compilación eintroducción) Editorial Verbum, Madrid.
- 2024: Yunior García Aguilera. Teatro. (introducción) Editorial Verbum, Madrid.
- 2024: Esteban Borrero Echeverría. Cuestión de monedas y otras narraciones. (selección) Editorial Verbum, Madrid.
- 2023: Enrique José Varona. El saber generoso e iluminador. (selección) Editorial Verbum, Madrid.
- 2023: Jorge Mañach. Un servicio público de cultura. (edición, introducción) Editorial Verbum, Madrid. 
- 2023: Lino Novás Calvo. El negrero. (edición) Editorial Verbum, Madrid.
- 2022: Herminia del Portal. Pequeña batalla contra el olvido. (edición, introducción) Los Libros de las Cuatro Estaciones, Emporia. 
- 2022: Gastón Baquero. La reacción necesaria. (edición, introducción) Ediciones Homagno.
- 2022: Jorge Mañach. Los idus cubanos de marzo. (edición, introducción) Editorial Verbum, Madrid. 
- 2021: Un desorden de sábanas y almohadas. Antología de la poesía erótica iberoamericana. (edición, introducción) Ediciones Matanzas. 
- 2021: Francisco Ichaso. La palabra y la memoria Ensayos y artículos. (edición, introducción) Los Libros de las Cuatro Estaciones, Emporia. 
- 2021: José Lezama Lima. Sucesivas o Las coordenadas habaneras. (edición, introducción) Editorial Linkgua, Barcelona. 
- 2020: Jorge Mañach. Las intenciones de Hilario Casas. Narrativa y traducciones. (edición, introducción) Editorial Linkgua, Barcelona. 
- 2020: Jorge Mañach. La civil discrepancia. (edición, introducción) Editorial Linkgua, Barcelona. 
- 2019: Camisa de once varas. Los Libros de las Cuatro Estaciones, Emporia.
- 2019: Jorge Mañach. Estampas y visiones habaneras. (edición, introducción) Editorial Linkgua, Barcelona.  
- 2019: Jorge Mañach. Martí: ala y raíz. (edición, introducción) Editorial Linkgua, Barcelona.  
- 2018: Lino Novás Calvo. Crónica roja. (edición) Término Editorial, Cincinnati.  
- 2018: Eduardo Manet. Con ojos de espectador. (edición, introducción). Ediciones ICAIC, La Habana.   
- 2018: Entre la provincia y el mundo. La narrativa de Lino Novás Calvo. Término Editorial, Cincinnati.
- 2018: Lino Novás Calvo. Un escritor en el frente republicano' (introducción, compilación y notas). Fondo de Cultura Económica-Consello da Cultura Galega, Madrid.
- 2017: La conspiración de la posteridad. Introducción a Machado de Assis. Término Editorial, Cincinnati.
- 2017: Jorge Mañach. La cura que quisimos. Artículos sobre la Revolución Cubana (edición). Editorial Casa Vacía, Richmond.
- 2017: Eduardo Manet. El espejo pintado (edición, introducción). Editorial Oriente, Santiago de Cuba.
- 2016: Lino Novás Calvo. Un experimento en el Barrio Chino (edición, introducción). Término Editoria, Cincinnati.
- 2016: Antonio Orlando Rodríguez. Salchichas vienesas y otras ficciones (introducción). Huso Editorial, Madrid.
- 2016: El Escenario y la Memoria. Testimonios de teatristas peruanos II. Término Editorial, Cincinnati.
- 2016: Ana Correa: una actriz en primera persona. Término Editorial, Cincinnati.
- 2015: Héctor Quintero: un comediógrafo sin remordimentos. Ediciones Alarcos, La Habana.
- 2015: Félix Lizárraga. Fuga del bosque (introducción). Término Editoria, Cincinnati.
- 2015: Gastón Baquero. Paginario dispero (antología). Ediciones Unión. La Habana.
- 2015: Lino Novás Calvo. Lo que entonces no podíamos saber (antología). Término Editoria, Cincinnati.
- 2014: Vy´a pope ña aprendé. Testimonios de teatrisatas paraguayos. Arandurá Editorial, Asunción.
- 2013: Audaces: 45 años con los principios bajo el brazo. Colección de Los Libros de las Cuatro Estaciones, Cincinnati.
- 2010: Tres revistas cubanas. Índice de Mariel, Término y Unveiling Cuba. Colección de Los Libros de las Cuatro Estaciones, Cincinnati.
- 2010: José Lezama Lima. Revelaciones de mi fiel Habana. Ediciones Unión, La Habana.
- 2009: Del buen uso de las enfermedades. Colección de Los Libros de las Cuatro Estaciones, Cincinnati.
- 2009: Mario Delgado: la sabiduría del eterno discípulo. Editorial San Marcos, Lima, Perú
- 2008: El escenario y la memoria. Testimonios de teatristas peruanos I (entrevistas). Canta Editores, Lima, Perú.
- 2007: Bibliografía de Lino Novás Calvo. Colección de Los Libros de las Cuatro Estaciones, Cincinnati.
- 2005: Lino Novás Calvo. Otras maneras de contar (antología). Tusquets Editores, Barcelona.
- 2003: Virgilio Piñera en persona. Término Editorial, Cincinnati. Ediciones Unión, La Habana (2003, 2011).
- 2003: Índice de la revista Exilio (1965-1973). Colección Los Libros de las Cuatro Estaciones, Cincinnati.
- 2002: Cuento cubano del siglo XX (antología coeditada con Jorge Fornet). Fondo de Cultura Económica, México.
- 2002: Isla tan dulce y otras historias. Cuentos cubanos de la diáspora (antología). Editorial Letras Cubanas, La Habana.
- 2002: El Peregrino en comarca ajena. Panorama crítico de la literatura cubana del exilio. Boulder: Society of Spanish and Spanish-American Studies, University of Colorado at Boulder.
- 2001: La pérdida y el sueño. Antología de poetas cubanos en la Florida. Término Editorial, Cincinnati.
- 2000: Lo que opina el otro. Algunos apuntes sobre la crítica teatral. Término Editorial, Cincinnati.
- 1992: Teatro cubano contemporáneo (antología). Fondo de Cultura Económica, Madrid.
- 1986: Cercanía de Lezama Lima. Editorial Letras Cubanas, La Habana.
- 1986: Teatro Juvenil (antología). Editorial Letras Cubanas, La Habana.
- 1985: Comedias Musicales (antología). Editorial Letras Cubanas, La Habana.
- 1984: Comedias musicales cubanas (antología). Editorial Letras Cubanas, La Habana.
- 1983: Joaquín Lorenzo Luaces. Comedias (antología coeditada con Francisco Garzón Céspedes)). Editorial Letras Cubanas, La Habana.
- 1983: Tres cineastas entrevistos. Editorial Universitaria, La Habana.
- 1979: Raimundo Lazo. Páginas Críticas (antología). Editorial Letras Cubanas, La Habana.
- 1979: Teatrova (antología). La Habana: Editorial Letras Cubanas, 1979.
- 1977: Entremeses españoles (antología). Editorial Arte y Literatura, La Habana.

## Premios
- 1983: Premio 13 de Marzo otorgado por la Universidad de La Habana, en la categoría Entrevista, con el libro Tres cineastas entrevistos.